# Priapella bonita
Priapella bonita foi uma espécie de peixe da família Poeciliidae. Foi endémica da México.